# Randonnée en Sardaigne

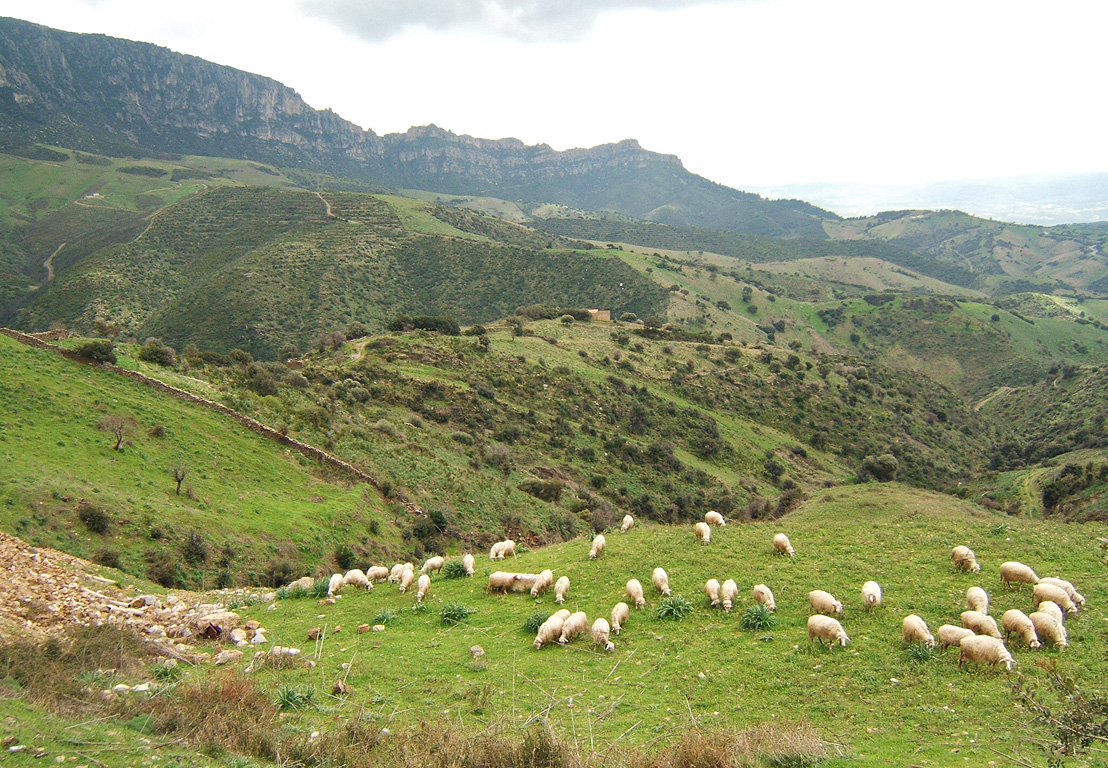
La Transhumance en Sardaigne est suivie par les randonneurs, à Lula, en Montagne, dans la Province de Nuoro

La randonnée en Sardaigne, à pied ou à vélo, avec le plus souvent à l'horizon la mer, bénéficie d'une île couverte à 80 % de coteaux, collines et montagnes fait partie des itinéraires répertoriés de la randonnée dans les îles de Méditerranée. Elle se pratique essentiellement dans la région de Nuoro et de l'Ogliastra en raison de l’existence des montagnes les plus hautes de Sardaigne et de sentiers utilisant parfois les chemins de transhumances des bergers sardes. Le développement d’un tourisme nature spécifique à l'île a accentué ce phénomène dans les années 2010 et les années 2020.

## Histoire
Le tourisme en Sardaigne est resté longtemps inexistant, même si dès les années 1830, Antoine-Claude Valéry (Paris, 8 août 1789 - Paris, 15 janvier 1847), conservateur des bibliothèques de la couronne, puis bibliothécaire du château de Versailles, mais aussi écrivain français fut connu pour ses Guides de randonnée dans les îles de la Méditerranée.

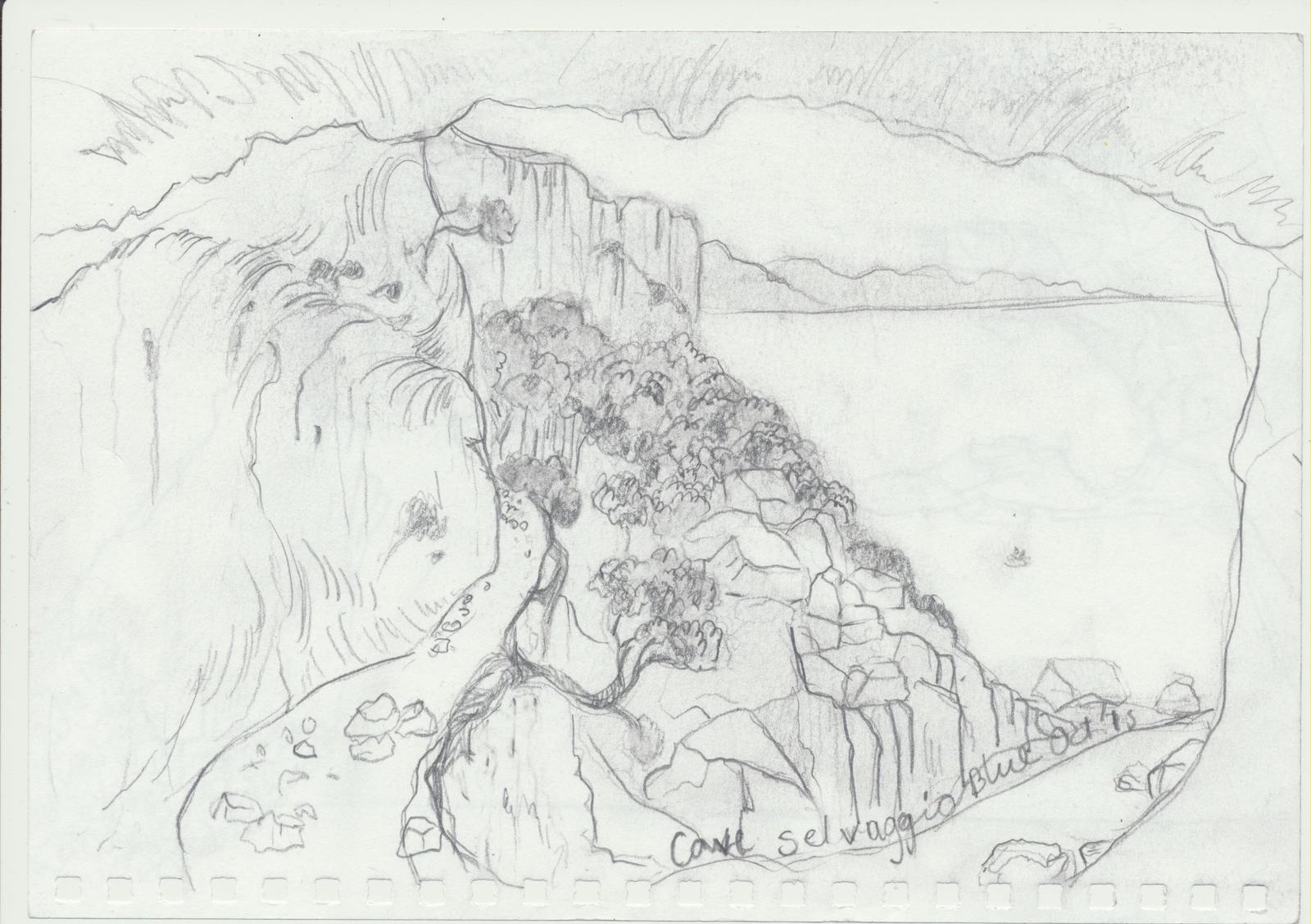
Dessin réalisé par le guide alpin Marcello Cominetti sur un passage du sentier de randonnée Selvaggio Blu.

Il est notamment l'auteur du Voyage en Corse, à l'île d'Elbe et en Sardaigne. Puis à la fin du XIXe siècle, l'idée de la randonnée en Sardaigne comportant des imprévus et des risques réels est popularisée dans un petit livre de récits de voyage de 80 pages, publié par Léon Denis, reporter acquis aux idées du spiritisme et du spiritualisme. Un peu plus tard, le monde découvre cette île par d'autres publications racontant la traversée de l'intérieur : c'est une écrivaine sarde, Grazia Deledda qui publie des récits datant du tournant du XXe siècle, dans lesquels elle raconte « la Sardaigne des gens ordinaires et montre la violence des lois informelles régissant cette société pastorale ».
En 2011 puis en 2022, Walter Iwersen et Elisabeth van de Wetering ont publié aux Éditions Rother un guide et un atlas de 70 randonnées sélectionnées sur le littoral et dans les montagnes de la Sardaigne, accompagnés de profils d'altitude informatifs ; et d'itinéraires GPS téléchargeables.
Les  itinéraires de randonnée sont classés en trois catégories, facile, moyen et difficile.

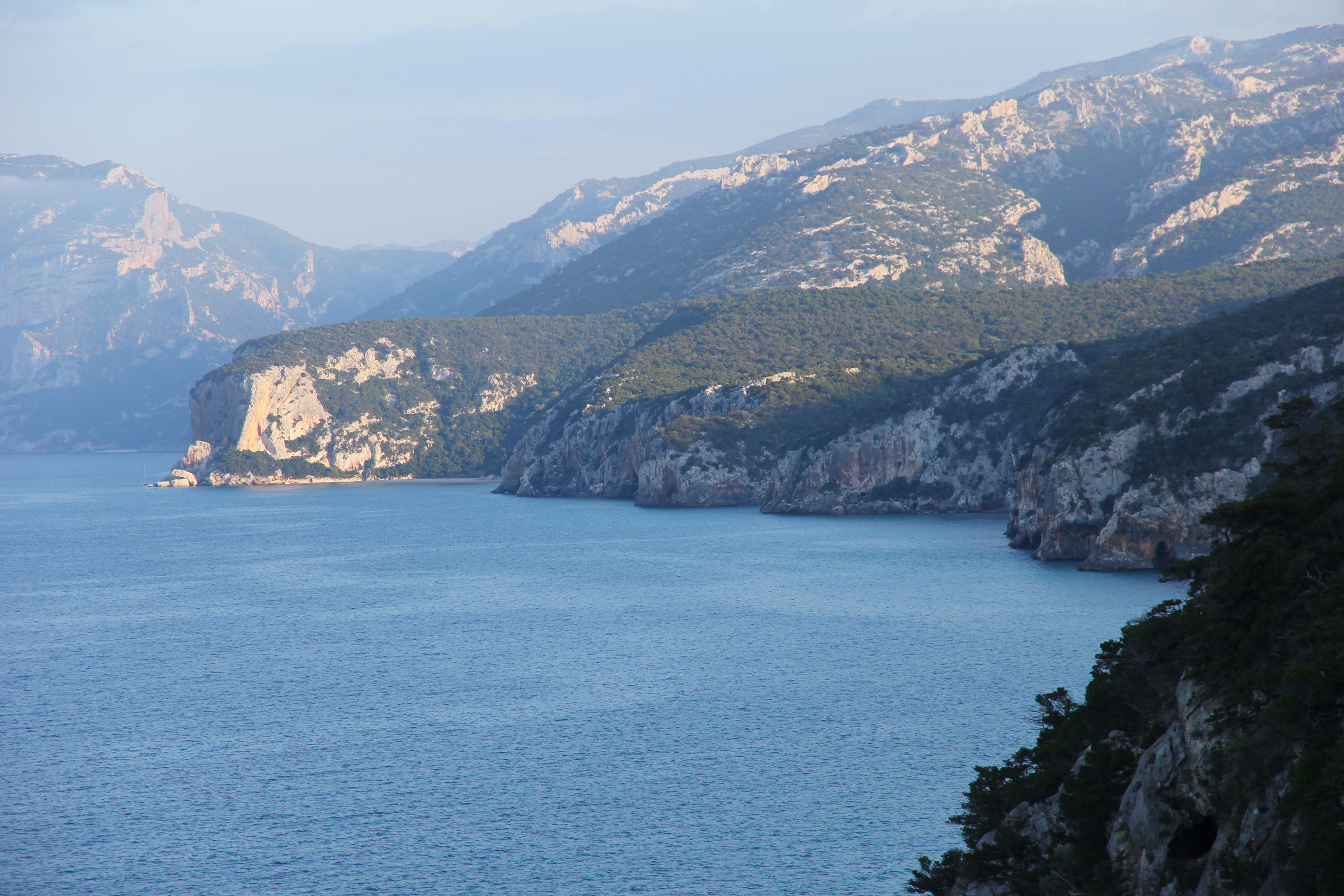
La côte montagneuse de l'Est de la Sardaigne

## Itinéraires

### Le Sentier "Bleu sauvage"
Le Sentier de randonnée Selvaggio Blu, d'une longueur de 40 km, est considéré comme l'un des derniers itinéraires de randonnée sauvage de la Méditerranée car, pour la majeure partie de l'itinéraire, il n'est accessible qu'en bateau ou en suivant le chemin le long de la côte du golfe d'Orosei. Ce parcours difficile est destiné à un public de passionnés, en bonne condition physique. Il démarre près du port touristique de Santa Maria Navarrese (Baunei) jusqu'à la plage de Cala Sisine (Baunei). Dès 1963, Peppino Cicalò avait conçu le parcours initial après quelques excursions exploratoires. Il faut en moyenne en itinérance 4 jours pour le parcourir.
Le sentier démarre sur la plage de Pedra Longa, située à deux heures et demie de route de Cagliari, rejoint celle de Cala Fuili, et traverse des formations de genévriers ainsi que des reliefs calcaires et formations géologiques très anciennes.

### Le sentier naturiste
Luigi Tedeschi, maire de San Vero Milis, une petite ville de la côte centre-ouest de l'île, a souhaité développer une zone isolée et considérée comme riche en végétation, pour y attirer les naturistes sensibles à « la protection de notre nature» sur la plage de cette commune comme sur les sentiers y parvenant. L'initiative a cependant été critiquée par Simone Atzeni, propriétaire de la société de tourisme Arbus Adventures, présente dans le même secteur, qui s'est plainte aux autorités.

### Le sentier sarde
De son côté, un ancien sentier traversant l'île du nord au sud a été « progressivement remis en état et balisé ». Huit jeunes ont créé le site internet Vas'entiero sur lequel sont répertoriés « parcours, étapes, hébergements et curiosités », permettant la découverte des fromages, plantes et baies du patrimoine local et la gastronomie comme  les culurgionis, les traditionnels raviolis sardes, ou son insertion dans le patrimoine comme à la coopérative viticole de Jerzu qui, dans sa salle d’exposition, assure la promotion d’artistes comme Maria Lai , figure locale de l’art contemporain.
Il constitue le tronçon sarde du Sentiero Italia, longue randonnée qui traverse toutes les chaînes de montagnes d’Italie, décrite par la chaîne d'informations américaines CNN comme « le plus grand des grands chemins ». Le Sentiero Italia est long comme environ 8 fois le Chemin de Compostelle. Avec ses 7000 km il a remporté le titre de trekking le plus long du monde.
En Sardaigne, ce chemin de plus de 660 Km et 28 étapes traverse toute l’île du Nord au sud, comme le GR 20 en Corse, et totalise plus de 23 000 mètres de dénivelé positif.
Le sentier fut d'abord réalisé dans les années 1990 grâce à l’Association Sentiero Italia et au Club alpin italien, mais au cours des années il fut progressivement abandonné faute d’entretien et d’hébergement.
En 2019-2020 le Club Alpin Italien et l’agence sarde Forestas, équivalent sarde de l'Office national des forêts, ont commencé un grand projet de restauration grâce à des volontaires et aux équipes de forestiers.
L’investissement en 2021 de 6 jeune italiens qui ont développé le projet de Va’ Sentiero, né du rêve de jeunes passionnés et de l’amour pour les montagnes, souhaitant traverser des villages et découvrir la Sardaigne de l’intérieur, y ont contribué, notamment la réalisation et l'édition d’un guide numérique, en partenariat avec le Festival du tourisme responsable Itaca, la commune sarde de Lanusei et l'agence Sardaigne en liberté. La longueur du parcours, plus de 30 jours, amène souvent ceux qui l'empruntent à privilégier certaines étapes ou région en fonction du temps et de la beauté des lieux, en particulier la partie la plus montagneuse et la plus agréable, en Ogliastra,,,. Cela permet de découvrir certains territoires de la Zone bleue (longévité) ou blu zone.

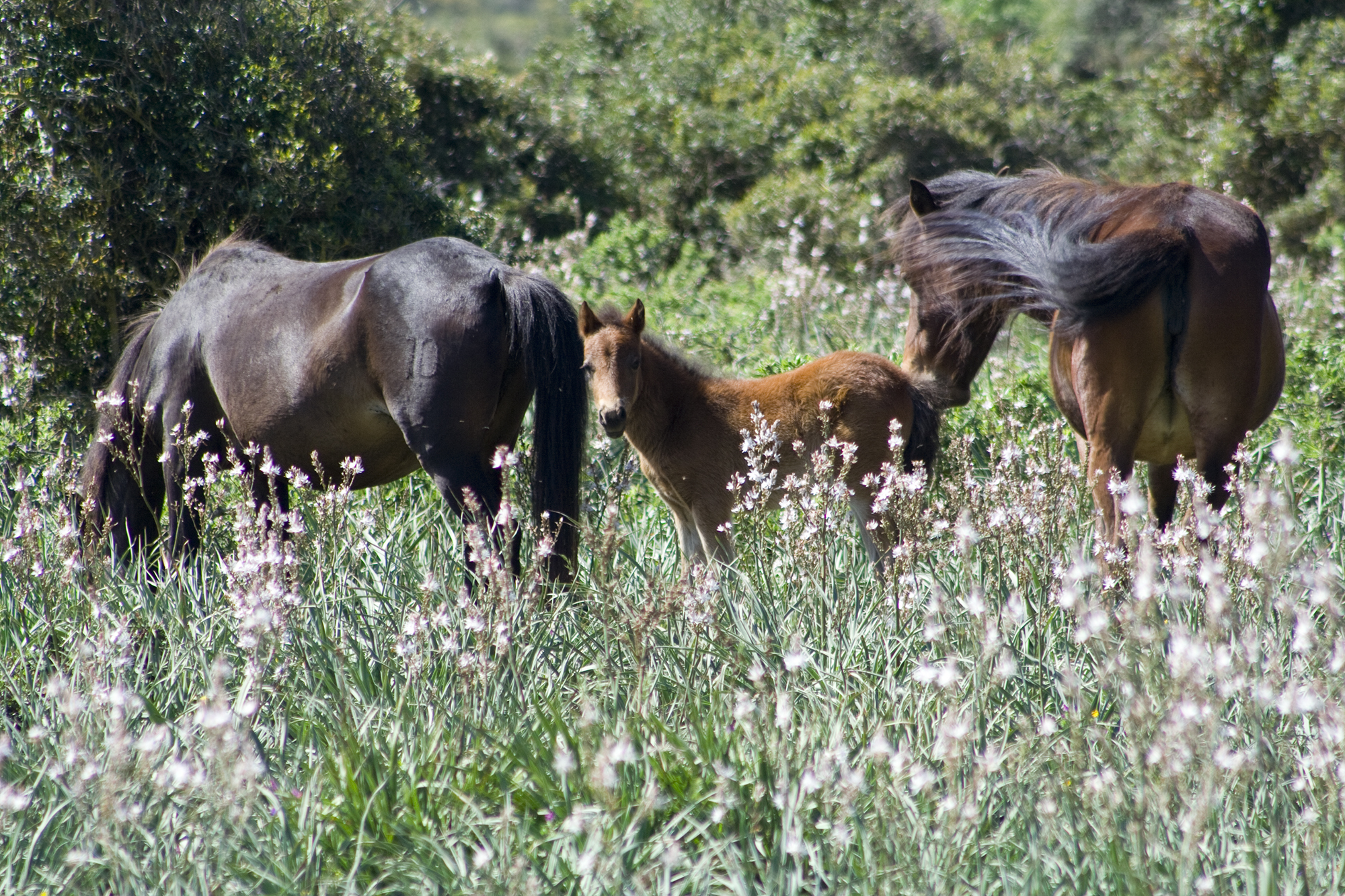
Les chevaux semi-sauvages de la Giara au printemps.

### Les sentiers religieux

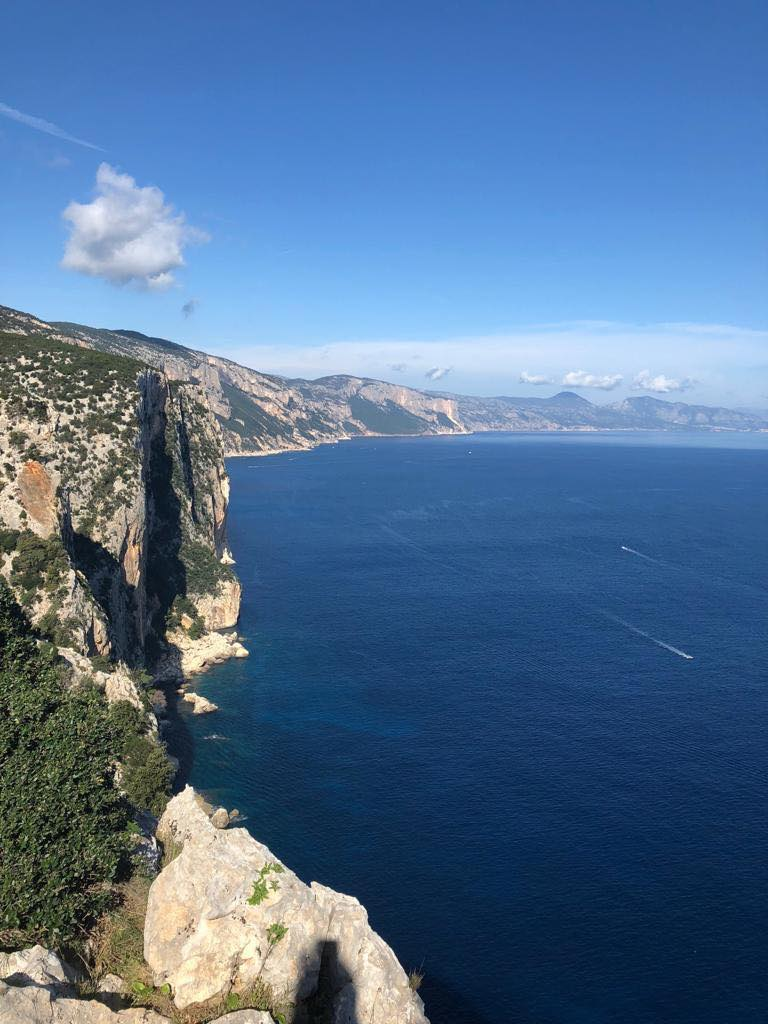
La côte rocheuse du golfe d'Orosei, sur le sentier de randonnée Selvaggio Blu

#### Le sentier de Saint-Jacques
Les dénivelés sont beaucoup faibles que les sentiers précédents. il n'y a ni marquage complet ni entretien sur le sentier. C’est un chemin d’environ 470 km à parcourir, qui s'est inspiré du culte de ce saint dans l'île, qui a concerné de nombreuses communes,. Il a été créé par des personnes ayant fait le parcours de Compostelle. Cet itinéraire se fait dans un esprit de pèlerins, qui trouvent l’hébergement dans les différents villages. Il traverse la Sardaigne du côté de Sassari jusqu'à Cagliari, la capitale de l'île. L’absence de service de portage de réservations et de signalétiques assez précises rend ce chemin plus difficile à pratiquer.
La diffusion du culte de Saint Jacques, ou Saint Jacques le Majeur en Sardaigne, pourrait remonter jusqu'au Xe siècle, mais pas avant, selon les universitaires et résulte assez probablement « d'intenses contacts politiques, culturels et économiques entre les royaumes de Calari, Torres, Gallura et Arborea et la ville de Pise et la Toscane, où le culte de Saint Jacques était assez diffusé ». Au cours de son histoire, l’île a vécu d'importantes traditions religieuses et culturelles, pour certaines liées à la période de domination par la Catalogne et l'Aragon, puis par le royaume d’Espagne, léguant un héritage culturel et linguistique qui s'est fondu à la culture sarde, en particulier via les 34 églises dédiées à Saint Jacques le Majeur, dont une à Saint Jacques le matamore, érigée à Mandas.
Les communes signataires d'une convention en faveur d'« un chemin unissant les sept villages de Sardaigne ayant Saint Jacques comme patron », prévoyant la création d’un logo « Chemin de Santu Jacu », ont depuis 2007 mis en place d’une exposition itinérante informant sur le patrimoine historique et culturel des 9 communes jacquaires sardes, qui ont par la suite été représentées au IXe Congrès international des Associations Jacquaires, à Valence en octobre 2011. Le 25 juillet 2010, des pèlerins sardes ont fondé l'association des Amis du Chemin de Santu Jacu et inauguré officiellement le chemin éponyme, avec l'aide de la Région autonome sarde, soucieuse de la promotion du tourisme religieux.

Distribution annuelle des précipitations en Sardaigne.

### Les sentiers historiques

#### Transhumance en Sardaigne
Le patrimoine archéologique insulaire a trouvé un public d'amateurs de découverte et tourisme durable autour de la transhumance en Sardaigne. De nombreux musées sont « disséminés sur l’ensemble de l’île », rouvrent vers 16h30 voire 18h dont des musées ethnographiques, le plus important étant à Cagliari, mais aussi beaucoup de sites qualifiés de « musée à ciel ouvert ».

#### Le sentier des villages en à-pic sur la mer
Dans la Province de Sardaigne du Sud, plus de 5 000 personnes travaillaient à Ingurtosu, un village entre les dunes de sable, construit à la fin des années 1800, vers Carbonia, chef-lieu de l'ancienne province de Carbonia-Iglesias et ses mines qui ont marqué l'histoire de l'île. Tout proches, Montevecchio et Arbus disposent de plusieurs sites relevant de l'archéologie industrielle 
De nombreux musées à la fois élaborés sur le plan scientifique et pédagogique ont capté un large public intéressé aussi par le panorama en à-pic sur la mer,. Une longue randonnée locale en plein air, aménagée le long de l’ancienne exploitation minière, est commentée par d’anciens mineurs reconvertis en guides touristiques du parc géologiques.

#### Parcours à vélo
Un parcours traversant le Nord et l'archipel de la Costa Smeralda à vélo a été tracé dans les années 2020 pour permettre le passage à vélo électrique, mais en requérant une bonne condition physique, le long d'un itinéraire vallonné avec de fortes montées et descentes et un dénivelé positif journalier qui varie de 500 à 850 m.

#### Tour de Sardaigne en cyclotourisme
Un tour de Sardaigne a eu lieu du 2 au 11 octobre, organisé par la Fédération française de cyclotourisme (FFCT) à partir de 2001, permettant la rencontre de 12000 cyclistes puis a été renouvelé pendant deux décennies,.

## Accès
Pour venir en Sardaigne, on peut arriver en train jusqu’à Toulon, Barcelone (Espagne) ou Livourne (Italie), puis prendre le bateau jusqu’à Porto Torres, dans le nord de la Sardaigne.